# Pterostichus sublaevis
Pterostichus sublaevis är en skalbaggsart som beskrevs av Sahlberg. Pterostichus sublaevis ingår i släktet Pterostichus och familjen jordlöpare. Inga underarter finns listade i Catalogue of Life.